# Mons Ganau
Mons Ganau är ett berg på den sida av månen som vetter bort från jorden. Det har en storlek vid basen av omkring 14 kilometer. Berget fick sitt namn 1976 efter ett afrikanskt mansnamn.
Mons Ganau ligger söder om Mons Dieter och Mons Dilip, i närheten av månkratrarna Michelson och den stora Hertzsprung. 